# Lake San Tana
Der Lake San Tana ist ein Stausee im Coleman County im US-Bundesstaat Texas. Er befindet sich etwa 4 km nordöstlich von Santa Anna. Seine Fläche beträgt etwa 20 ha und die Höhe über dem Meeresspiegel beträgt 496 m. In direkter Nähe befindet sich der Lake Sealy.